# Diskografie maNgy
Diskografie maNgy, turecké alternativní rockové kapely, se skládala ze 7 studiových alb, 6 singlů a 15 videoklipů a 2 soundtracků.
Své debutové album maNga bylo vydáno v 14. prosinci 2004 pod nakladatelstvím Sony Music. Alba se prodalo více než 100 000 kusů a získalo zlatou certifikaci. V roce 2006 byla vydána re-edice tohoto alba, kde se objevili krom starých písní i 2 nové písně a speciální DVD.
V roce 2006 nahráli soundtrack k tureckému filmu Sınav. Zatím poslední album je z roku 2014 a nese jméno Işıkları Söndürseler Bile.

## Studiová alba
| Rok  | Album                                                                                               | Prodejnost      | Certifikace |
| ---- | --------------------------------------------------------------------------------------------------- | --------------- | ----------- |
| 2004 | maNga - 1. studiové album - Vydáno: 14. prosinec 2004 - Vydavatel: Sony Music                       | - 100 000+ kusů | - Zlato     |
| 2006 | maNga+ - 2. studiové album - Vydáno: 20. červen 2006 - Vydavatel: Sony Music/GRGDN                  |                 |             |
| 2009 | Şehr-i Hüzün - 3. studiové album - Vydáno: 15. duben 2009 - Vydavatel: Sony Music/GRGDN             |                 |             |
| 2010 | We Could Be the Same (EP) - 4. studiové album - Vydáno: 2010 - Vydavatel: GRGDN Müzik               |                 |             |
| 2010 | Fly to Stay Alive (A Bird's Eye) (singl) - 5. studiové album - Vydáno: 2010 - Vydavatel: Sony Music |                 |             |
| 2012 | e-akustik - 6. studiové album - Vydáno: 20. březen 2012 - Vydavatel: PASAJ/GRGDN                    |                 |             |
| 2014 | Işıkları Söndürseler Bile - 7. studiové album - Vydáno: 14. duben 2014 - Vydavatel: Poll Production |                 |             |

## Soundtracky
| Rok  | Album                                                                           |
| ---- | ------------------------------------------------------------------------------- |
| 2006 | Sınav - Název alba: Dursun Zaman                                                |
| 2011 | Anadolu Kartalları - Název alba: Fly To Stay Alive, Tek Yön Seçtiğin Tüm Yollar |

## Spolupráce
| Rok  | Album                                                                    |
| ---- | ------------------------------------------------------------------------ |
| 2005 | Mutlaka Yavrum - Umělec: Cem Karaca - Název alba: Raptiye Rap Rap        |
| 2011 | İyilik&Güzellik Spor - Umělec: Feridun Düzağaç - Název alba: Beni Unutma |

## Videoklipy
- Bir Kadın Çizeceksin (album maNga)
- Bitti Rüya (album maNga)
- Dursun Zaman (album maNga)
- Yalan (album maNga)
- Kal yanımda (album maNga)
- Kandırma Kendini (album maNga+)
- Bir Kadın Çizeceksin (album maNga+)
- Dünyanın Sonuna Doğmuşum (album Şehr-i Hüzün)
- Beni Benimle Bırak (album Şehr-i Hüzün)
- Cevapsız Sorular (album Şehr-i Hüzün)
- Evdeki Ses (album Şehr-i Hüzün)
- We Could Be the Same (album We Could Be the Same)
- Fly To Stay Alive (album Fly To Stay Alive)
- Hani Biz (album e-akustik)
- Rezalet Çıkarasım Var (album e-akustik)

## Singly
| Singl                      | Nejvyšší umístění | Nejvyšší umístění | Nejvyšší umístění | Nejvyšší umístění | Nejvyšší umístění | Nejvyšší umístění | Nejvyšší umístění | Nejvyšší umístění | Nejvyšší umístění | Album                     |
| Singl                      | TUR               | TUR Rock          | EUR               | SWE               | SWI               | GBR               | RUS               | LIT               | SRB               | Album                     |
| -------------------------- | ----------------- | ----------------- | ----------------- | ----------------- | ----------------- | ----------------- | ----------------- | ----------------- | ----------------- | ------------------------- |
| "Dünyanın Sonuna Doğmuşum" | 1                 | 1                 | 83                | —                 | —                 | —                 | 335               | —                 | —                 | Şehr-i Hüzün              |
| "Beni Benimle Bırak"       | 2                 | 1                 | 88                | —                 | —                 | —                 | —                 | —                 | —                 | Şehr-i Hüzün              |
| "Cevapsız Sorular"         | 7                 | 2                 | —                 | —                 | —                 | —                 | —                 | —                 | —                 | Şehr-i Hüzün              |
| "We Could Be the Same"     | 2                 | 1                 | —                 | 29                | 56                | 129               | —                 | 1                 | —                 | We Could Be the Same      |
| "Fly To Stay Alive"        | —                 | —                 | —                 | —                 | —                 | —                 | —                 | —                 | 2                 | Fly To Stay Alive         |
| "Fazla Aşkı Olan Var Mı?"  | —                 | —                 | —                 | —                 | —                 | —                 | —                 | —                 | —                 | Işıkları Söndürseler Bile |